# Rothenbuehleria tirolensis
Rothenbuehleria tirolensis är en mångfotingart som beskrevs av Karl Wilhelm Verhoeff 1900. Rothenbuehleria tirolensis ingår i släktet Rothenbuehleria och familjen knöldubbelfotingar. Inga underarter finns listade i Catalogue of Life.